# Torneo de Shenzhen 2017
El Shenzhen Open 2017 fue un torneo de tenis jugado en canchas duras. Fue la 4.ª edición del Shenzhen Open, y formó parte de la ATP World Tour 250 series del 2017. Se llevó a cabo en el Shenzhen Longgang Tennis Centre de Shenzhen, China, del 25 de septiembre al 1 de octubre de 2017.

## Distribución de puntos
| Modalidad            | Campeón | Finalista | Semifinales | Cuartos de final | 2ª ronda | 1ª ronda | Clasificados | 2ª ronda de clasificación | 1ª ronda de clasificación |
| Individual masculino | 250     | 165       | 100         | 50               | 25       | 0        | 13           | 7                         | 0                         |
| Dobles masculino     | 250     | 150       | 90          | 45               | 20       | 0        | -            | -                         | -                         |

## Cabezas de serie

### Individuales masculino
| Tenista             | Ranking | Preclasificado |
| Alexander Zverev    | 4       | 1              |
| David Goffin        | 12      | 2              |
| Mischa Zverev       | 27      | 3              |
| Paolo Lorenzi       | 38      | 4              |
| Alexandr Dolgopolov | 52      | 5              |
| Damir Džumhur       | 55      | 6              |
| João Sousa          | 57      | 7              |
| Donald Young        | 60      | 8              |

- Ranking del 18 de septiembre de 2017.[2]

### Dobles masculino
| Tenista                       | Ranking | Preclasificado |
| Nikola Mektić Nicholas Monroe | 64      | 1              |
| Alexander Peya Rajeev Ram     | 88      | 2              |
| Marcelo Melo Alexander Zverev | 105     | 3              |
| Wesley Koolhof Artem Sitak    | 108     | 4              |

## Campeones

### Individual masculino
David Goffin venció a  Alexandr Dolgopolov por 6-4, 6-7(5-7), 6-3

### Dobles masculino
Alexander Peya /  Rajeev Ram vencieron a  Nikola Mektić /  Nicholas Monroe por 6-3, 6-2